# Zdravstveni dom Metlika
Zdravstveni dom Metlika je zdravstveni zavod, ki se nahaja na Cesti bratstva in enotnosti 71 v Metliki.
Zdravstveni dom ima tudi ambulanto v Domu počitka Metlika na Mestnem trgu 16.

## Dejavnosti
V zdravstvenem domu delujejo v okviru osnovne zdravstvene dejavnosti: splošna ambulanta, patronažna služba, reševalna služba, osnovni laboratorij ter dežurna služba.
V okviru specialistične ambulantne dejavnosti deluje v okviru zdravstvenega doma tudi dispanzer za ženske.
Poleg tega deluje v zdravstvenem domu v okviru zobozdravstvene dejavnosti otroška in mladinska zobozdravstvena ambulanta in zobozdravstvena ambulanta za odrasle.
Zdravstveni dom ima poleg omenjenih ambulant tudi dispanzer za medicino dela, prometa in športa.
Direktor Zdravstvenega doma Metlika je Duška Vukšinič.